# Aivars Gipslis
Aivars Gipslis (Riga, 8 febbraio 1937 – Berlino, 13 aprile 2000) è stato uno scacchista lettone (sovietico dal 1945 al 1991).
Conseguì il titolo di Grande maestro a tavolino nel 1967, e di Grande Maestro per corrispondenza nel 1995.
Vinse otto volte il Campionato lettone (1955, 1956, 1957, 1960, 1961, 1963, 1964 e 1966).
Partecipò a diversi Campionati Sovietici, ottenendo il miglior risultato a Tbilisi nel 1966 (terzo su 21 partecipanti, dietro a Leonid Štejn e Juchym Heller).
Fu allenatore del suo concittadino Michail Tal' e della campionessa del mondo Nona Gaprindashvili. Fu anche capitano della nazionale sovietica femminile alle Olimpiadi nel 1972, 1974, 1978, 1980 e 1982, e direttore per molti anni della rivista di scacchi lettone Šahs.
Altri risultati:
- 1963 :  pari primo con Leŭ Paluhaeŭski nel torneo di Bad Liebenstein;
- 1966 :  pari primo con Anatolij Lejn a Krasnodar (semifinale del Campionato sovietico);[2]
- 1967 :  quarto nel Memorial Alekhine di Mosca (vinto da Leonid Stein con 11/17), davanti tra gli altri a Boris Spasskij, Tigran Petrosyan, Lajos Portisch e David Bronštejn;[3]
- 1977 :  pari secondo a Budapest, dietro a David Bronštejn.